# Acraea flavipuncta
Acraea flavipuncta är en fjärilsart som beskrevs av Van Someren 1936. Acraea flavipuncta ingår i släktet Acraea och familjen praktfjärilar. Inga underarter finns listade i Catalogue of Life.